# Saxifraga serpyllifola
Saxifraga serpyllifola là một loài thực vật có hoa trong họ Saxifragaceae. Loài này được Pursh miêu tả khoa học đầu tiên năm 1813.